# A-0 System
A-0 System (також Arithmetic Language version 0, «арифметична мова, версія 0»)— комп'ютерна програма, створена Ґрейс Гоппер  1951-го і 1952-го року, і призначена для автоматизації деяких задач програміста електронної обчислювальної машини UNIVAC I..
A-0 функціонував скоріше як завантажувач або компонувальник, ніж сучасне поняття компілятора. Програма була вказана як послідовність підпрограм і аргументів. Підпрограми були ідентифіковані за допомогою числового коду, а аргументи для підпрограм були написані безпосередньо після кожного коду підпрограми. Система A-0 перетворює специфікацію в машинний код, який вдруге може бути завантажений в комп'ютер для виконання зазначеної програми.
За системою A-0 слідували A-1, A-2, A-3 (випущені як ARITH-MATIC), AT-3 (випущені як MATH-MATIC) і B-0 (випущені як FLOW-MATIC).
Система A-2 була розроблена в підрозділі UNIVAC Remington Rand в 1953 році і випущена для клієнтів до кінця цього року. Клієнтам було надано початковий код для A-2 і пропонувалося відправляти свої поліпшення назад в UNIVAC. Таким чином, A-2 був раннім прикладом безкоштовного програмного забезпечення з відкритим кодом.